# Простеёв (район)
Район Простеёв (чеш. Okres Prostějov) — один из 5 районов Оломоуцкого края Чехии. Административным центром является город Простеёв. Площадь составляет 777,32 км², население — 111 197 человек (плотность населения — 143,05 человек на 1 км²). Район состоит из 97 населённых пунктов, в том числе из 5 городов.